# Macer
|  | Aquest article tracta sobre un ofici. Si cerqueu el cognom romà, vegeu «Macre». |

Un macer és un funcionari que encapçala les comitives municipals o d'altres corporacions lluint un uniforme d'antic origen i portant a la mà una maça.
La presència del macer en determinades solemnitats i comitives municipals és una tradició antiga que simbolitza el poder de l'autoritat. Antigament, antecedien les desfilades dels reis però posteriorment, es va estendre a altres institucions bé per delegació reial, bé per representació pròpia, com els ajuntaments. Després, es va estendre a altres corporacions com a figura representativa de la seva autoritat i han arribat als nostres dies en molts pobles i ciutats de l'estat espanyol. Actualment hi ha macers, entre altres institucions, al Congrés dels Diputats.
La maça que porten com a símbol en el seu moment possiblement va constituir una arma defensiva, com ja utilitzaven els cavallers en els seus aparells a l'edat mitjana. L'uniforme de macer està compost per un tabard, molt semblant a una dalmàtica, generalment brodat amb les armes de la institució a la pertany, gorra de vellut amb ploma i maça de plata.
A Espanya, està documentada la presència de macers a les Corts de Barcelona (1436) i a les Juntes Generals de Guipúscoa des de l'any 1622, i la seva presència es limitava a un únic ple anual, el del 2 de juliol. El seu uniforme es componia de robes de domàs, gorres de vellut i maces de plata amb l'escut de la província.